# Nati nel 1192
| Questa pagina contiene informazioni ricavate automaticamente dalle voci biografiche con l'ausilio del template Bio e di un bot. L'aggiornamento è periodico e automatico e ricostruisce completamente la pagina. Se manca una persona in questa lista, sei pregato di non aggiungerla, ma accertati piuttosto che la sua voce biografica contenga il template Bio e che i dati anagrafici siano correttamente compilati. Se il template Bio manca, inseriscilo tu stesso o, in alternativa, metti l'avviso {{tmp\|Bio}} che ne segnala la mancanza. Se i dati riportati sono sbagliati, correggi direttamente la voce biografica; le modifiche saranno visibili in questa lista entro pochi giorni. Per chiarimenti vedi il progetto biografie. La lista contiene solo le 10 persone che sono citate nell'enciclopedia e per le quali è stato implementato correttamente il template Bio. Pagina aggiornata al 13 gen 2025. |

- 17 febbraio - Al-Mustansir, califfo arabo († 1242)
- 17 settembre - Minamoto no Sanetomo, militare giapponese († 1219)
- Amalrico VI di Montfort, nobile francese († 1241)
- Henry de Beaumont, V conte di Warwick, nobile britannico († 1229)
- Giovanni III Vatatze, imperatore bizantino († 1254)
- Gojong di Goryeo, re coreano († 1259)
- Kamal al-Din ibn al-Adim, storico siriano († 1262)
- Matilde Marshal, nobile britannica († 1248)
- Margherita di Borgogna, nobildonna francese († 1243)
- Fujiwara no Ieyoshi, poeta giapponese († 1264)